# Bandiera di Malta
La bandiera di Malta è composta da due bande verticali, di uguali dimensioni di colore bianco (lato del pennone) e rosso.
Nel cantone superiore sinistro è presente una Croce di Re Giorgio, bordata di rosso, un'onorificenza conferita da Re Giorgio VI all'intera popolazione maltese per il suo eccezionale coraggio e valore durante la seconda guerra mondiale.
È usata come bandiera di comodo. La legge maltese ne prescrive le regole di utilizzo in caso di cerimonie e in accompagnamento con altre bandiere o vessilli, e ne punisce il vilipendio e l'utilizzo improprio.

## Storia
La bandiera è in uso dal 21 settembre 1964: giorno dell'indipendenza dell'isola dal Regno Unito. Prima di quella data, essendo un possedimento britannico, Malta, utilizzava una bandiera su modello Blue Ensign con lo stemma di Malta nel disco bianco alla destra del battente.
I colori bianco e rosso sarebbero tratti, secondo la tradizione, dallo stendardo del conte normanno Ruggero I di Sicilia, che l'avrebbe donato all'isola nel 1091. Un'altra interpretazione vuole i colori presi dalla bandiera dei Cavalieri Ospitalieri dell'Ordine di San Giovanni, che governarono l'isola dal 1530 al 1798.
La Croce di Re Giorgio è stata aggiunta ufficialmente alla bandiera nel 1943, e mantenuta nella sua versione repubblicana.

## Bandiere storiche

Bandiera non ufficiale di Malta, usata dai Battaglioni del Congresso Nazionale e dalla popolazione maltese sin dal XV secolo
Bandiera del Sovrano militare ordine di Malta (1130-)
Bandiera dello Stato monastico dei Cavalieri di Malta (1530-1798)
Bandiera della Colonia di Malta (1813-1875)
Bandiera della Colonia di Malta (1875-1898)
Bandiera della Colonia di Malta (1898-1923)
Bandiera della Colonia di Malta (1923-1943)
Bandiera della Colonia di Malta (1943-1964)
Bandiera non ufficiale di Malta (1943-1964)